# Phyllanthus udoricola
Phyllanthus udoricola är en emblikaväxtart som beskrevs av Radcl.-sm.. Phyllanthus udoricola ingår i släktet Phyllanthus och familjen emblikaväxter. Inga underarter finns listade i Catalogue of Life.